# Herman Låftman
Herman Richard Låftman, född den 3 mars 1877 i Steneby församling, Älvsborgs län, död den 9 februari 1928 i Strängnäs, var en svensk militär. Han var son till August Låftman och svärfar till Rutger Croneborg.
Låftman avlade officersexamen 1898 och blev underlöjtnant vid Västgötadals regemente samma år. Han blev löjtnant vid Hallands regemente 1902 och, efter att ha genomgått krigshögskolan 1902–1904, vid generalstaben 1909. Låftman befordrades till kapten 1912 och övergick, efter tjänstgöring som lärare i taktik vid krigshögskolan 1912–1915, till Södermanlands regemente 1916. Han tjänstgjorde vid beskickningen i Petrograd 1918 och blev major vid Värmlands regemente 1919. Låftman var militärattaché i Berlin 1919–1924. Han befordrades till överstelöjtnant vid generalstaben 1923 och blev chef för generalstabens utrikesavdelning 1924. Låftman blev överste och chef för Södermanlands regemente 1926. Han blev riddare av Svärdsorden 1919 och av Vasaorden 1920. Låftman vilar på Gamla kyrkogården i Strängnäs.